# Maxillaria margretiae
Maxillaria margretiae är en orkidéart som beskrevs av Roberto Vásquez. Maxillaria margretiae ingår i släktet Maxillaria och familjen orkidéer.
Artens utbredningsområde är Bolivia. Inga underarter finns listade i Catalogue of Life.